# Rigmor Agnete Dokker
Rigmor Agnete Dokker (født Ottosen 14. januar 1911 i Skanderborg, død 1962) var dansk forfatter og modstandskvinde.
Hun var gift med Knud W. Laursen 1934-1938. I 1935 ændrede hun navn til Dokker. Dokker var korrespondent og tog korrespondenteksamen i spansk i 1959.
Under besættelsen arbejdede hun som sekretær på et advokatkontor i Aalborg, og blev involveret i illegalt arbejde som distribution af blad og filmvisninger. Den 26. august 1944 blev hun taget af Gestapo i København, udsat for voldsomt tortur af Ib Birkedal Hansen og efterfølgende sendt til KZ-lejren Ravensbruck.
Hun skrev mange digte, og indlæg i Social-Demokraten, Politiken og Frit Danmark. Efter krigen udgav hun digtsamlingen "Trodsig sang", men er mest kendt for digtet til "Frøslev March", som Karen Brieg skrev musik til.

## Mor
Dokker kom sig aldrig efter krigen. Efter en operation af sit lemlæstede underliv fik hun en planlagt søn uden for ægteskab. Hun nægtede at oplyse faderskabet, og drengen blev tvangsfjernet. I 1950'erne kæmpede Dokker for kvinderettigheder og for at få drengen tilbage, mens hun fik psykiatrisk behandling. Hun fik først drengen tilbage da han var 15, men han døde samme dag i en trafikulykke. Dokker begik selvmord i 1962.